# Julian Brandt
Julian Brandt (Bremen, 2 de mayo de 1996) es un futbolista alemán que juega como centrocampista en el Borussia Dortmund de la Bundesliga.

## Trayectoria

### Clubes
Nació en la ciudad de Bremen y comenzó su carrera en la cantera del S. C. Borgfeld y el F. C. Oberneuland. En 2011 se unió a las categorías inferiores del VfL Wolfsburgo. En 2013 ganó la Medalla Fritz Walter de plata al mejor futbolista menor de diecisiete años. Un año después, ganó el premio de oro, pero esta vez al mejor jugador menor de dieciocho años. En la temporada 2013-14 fichó por el Bayer Leverkusen, donde solo jugó un partido con la filial hasta ser ascendido al equipo profesional. El 18 de febrero de 2014 disputó un encuentro por la Liga de Campeones de la UEFA ante el París Saint-Germain, donde ingresó en el minuto 45 en lugar de Son Heung-min. En la temporada 2015-16 fue el máximo asistente de la Copa de Alemania. Durante esa misma campaña, llegó a anotar seis goles en seis encuentros en la Bundesliga.
En 2016 fue uno de los candidatos al premio Golden Boy, que finalmente ganó Renato Sanches. Ese mismo año, fue enlistado por el periódico deportivo La Gazzetta dello Sport como uno de los mejores cincuenta futbolistas menores de veinte años del mundo. De la misma forma, el siguiente año integró la lista de L'Équipe de los mejores cincuenta jugadores del mundo menores de veintiún años. El 7 de diciembre marcó su primer gol en la Liga de Campeones, en un partido contra el A. S. Mónaco que acabó 3:0. En la temporada 2016-17 disputó un total de cuarenta partidos, marcó cuatro goles y dio once asistencias.
En abril de 2018, a pesar de que aún le quedaba un año de contrato con el Bayer Leverkusen, extendió por dos años su contrato. El 4 de octubre le anotó al A. E. K. Larnaca su primer gol en la Liga Europa de la UEFA, en una victoria por 4:2 en la fase de grupos. El equipo avanzó hasta los dieciseisavos de final, donde fue eliminado por el F. C. Krasnodar. La primera mitad de la temporada 2018-19 el club no cumplió con las expectativas impuestas por la dirigencia, pero la llegada de Peter Bosz hizo que el rendimiento mejorara, al igual que las actuaciones de Brandt. El 22 de mayo de 2019 firmó por cinco años con el Borussia Dortmund, que pagó veinticinco millones de euros por su pase. Se perdió la Supercopa de Alemania, en la que su equipo derrotó al Bayern de Múnich, por un problema en los aductores. Su primer gol lo anotó el 17 de agosto, en una victoria por 5:1 ante el F. C. Augsburgo correspondiente a la primera jornada de la Bundesliga.

### Selección nacional
El 16 de mayo de 2012, Brandt disputó en Liubliana la final del Campeonato Europeo de la UEFA Sub-17 ante la selección de los Países Bajos; fue sustituido en el minuto 73 por Marc-Oliver Kempf y el encuentro lo terminaron ganando los neerlandeses en tanda de penales por 5:4. El 31 de julio de 2014 participó en la final del Campeonato Europeo de la UEFA Sub-19, en la que fue titular y su equipo derrotó a Portugal por marcador 1:0, con anotación de Hany Mukhtar. Con la sub-20 disputó en 2015 la Copa Mundial de Fútbol, en la que perdieron en cuartos de final en tanda de penales con Malí, en un encuentro que había quedado empatado a un gol, con una anotación de Brandt. En mayo de 2016, Joachim Löw lo incluyó en la lista provisional de veintisiete futbolistas que jugarían la Eurocopa de Francia, aunque finalmente no fue añadido en la nómina definitiva. En agosto participó con la selección olímpica en los Juegos Olímpicos de Río de Janeiro, donde obtuvieron la medalla de plata tras perder la final con Brasil en tanda de penales. Hasta el encuentro final, Brandt había realizado siete asistencias a lo largo de la competición, tres de ellas en los cuartos de final frente a Portugal.
El 10 de junio de 2017, en un partido por la clasificación de UEFA para la Copa Mundial de Fútbol de 2018 contra San Marino, anotó un gol de cabeza al minuto 72; el encuentro finalizó 7:0. Ese año fue seleccionado para jugar la Copa Confederaciones, donde el equipo alemán integró el grupo B junto con Australia, Camerún y Chile. En el primer encuentro, donde derrotaron 3:2 a los australianos, Brandt asistió a Lars Stindl en el primer gol y mostró un alto rendimiento. Los siguientes dos encuentros que jugó, por la fase de grupos con Camerún y la semifinal frente a México, los comenzó en el banco de suplentes. El 2 de julio, los alemanes se coronaron campeones tras derrotar a Chile por 1:0. El 4 de junio de 2018, Brandt fue incluido en la lista de veintitrés futbolistas que viajarían a Rusia a disputar la Copa del Mundo. En la competición, el seleccionado alemán integró el grupo F junto con las selecciones de Corea del Sur, México y Suecia. El 17 de junio, en el primer partido por la fase de grupos, cayeron derrotados ante los mexicanos por 1:0; Brandt entró al campo de juego en el minuto 86 en lugar de Timo Werner, y dos minutos después remató al arco desde fuera del área y el balón impactó en el poste izquierdo. A pesar de que tuvo una buena actuación en los minutos que jugó, después del partido se tomó una fotografía con un aficionado, por lo que fue criticado por la prensa alemana. El 23 de junio, los alemanes derrotaron por 2:1 a los suecos en el último momento con un gol de Toni Kroos; Brandt nuevamente ingresó a la cancha faltando unos pocos minutos, esta vez en reemplazo de Jonas Hector, y en el minuto 92 ejecutó desde el borde del área un disparo que pegó en el palo. El 27 de junio, la selección de Alemania fue eliminada en primera ronda tras perder por 2:0 ante Corea del Sur, en un partido en el que Brandt sustituyó a Hector en el minuto 79.
Después de la Copa del Mundo, fue convocado para el partido contra Francia por la Liga de las Naciones de la UEFA. Si bien no jugó este partido, que acabó empatado sin goles, sí disputó el 9 de septiembre el encuentro amistoso contra Perú en el que anotó el primer gol de los alemanes, que ganaron por 2:1. El 13 de octubre jugó los últimos veinte minutos de la derrota por 3:0 frente a los Países Bajos por la Liga de las Naciones de la UEFA. En el segundo partido contra los franceses, en el cual su equipo perdió por 2:1, solo pudo permanecer en el terreno de juego un par de minutos, puesto que ingresó al campo en el minuto 83 como cambio de Matthias Ginter. Su tanto a Perú fue elegido por la Federación Alemana de Fútbol como el segundo mejor gol de Alemania del año. En 2019 disputó ocho encuentros, le marcó un gol a Irlanda del Norte en una victoria por 6:1 por la clasificación europea, y dio una asistencia.

#### Participaciones en Copas del Mundo
| Mundial                        | Sede          | Resultado        |
| ------------------------------ | ------------- | ---------------- |
| Copa Mundial Sub-20 de 2015    | Nueva Zelanda | Cuartos de final |
| Copa Mundial de Fútbol de 2018 | Rusia         | Fase de grupos   |
| Copa Mundial de Fútbol de 2022 | Catar         | Fase de grupos   |

#### Participaciones en Eurocopas
| Torneo                  | Sede      | Resultado  |
| ----------------------- | --------- | ---------- |
| Eurocopa Sub-17 de 2012 | Eslovenia | Subcampeón |
| Eurocopa Sub-19 de 2014 | Hungría   | Campeón    |

#### Participaciones en Copa Confederaciones
| Torneo                    | Sede  | Resultado |
| ------------------------- | ----- | --------- |
| Copa Confederaciones 2017 | Rusia | Campeón   |

## Estadísticas

### Clubes
Actualizado al último partido disputado el 20 de junio de 2025.
| Club | Div.          | Temporada     | Liga  | Liga  | Liga   | Copas nacionales (1) | Copas nacionales (1) | Copas nacionales (1) | Copas internacionales (2) | Copas internacionales (2) | Copas internacionales (2) | Total | Total | Total  |
| Club | Div.          | Temporada     | Part. | Goles | Asist. | Part.                | Goles                | Asist.               | Part.                     | Goles                     | Asist.                    | Part. | Goles | Asist. |
| --- | ------------- | ------------- | ----- | ----- | ------ | -------------------- | -------------------- | -------------------- | ------------------------- | ------------------------- | ------------------------- | ----- | ----- | ------ |
| Bayer 04 Leverkusen II · Alemania | 4.ª           | 2013-14       | 1     | 1     | 0      | —                    | —                    | —                    | —                         | —                         | —                         | 1     | 1     | 0      |
| Bayer 04 Leverkusen II · Alemania | Total club    | Total club    | 1     | 1     | 0      | 0                    | 0                    | 0                    | 0                         | 0                         | 0                         | 1     | 1     | 0      |
| Bayer Leverkusen · Alemania | 1.ª           | 2013-14       | 12    | 2     | 2      | 0                    | 0                    | 0                    | 2                         | 0                         | 0                         | 14    | 2     | 2      |
| Bayer Leverkusen · Alemania | 1.ª           | 2014-15       | 25    | 4     | 2      | 4                    | 0                    | 0                    | 6                         | 0                         | 0                         | 35    | 4     | 2      |
| Bayer Leverkusen · Alemania | 1.ª           | 2015-16       | 29    | 9     | 3      | 3                    | 1                    | 3                    | 12                        | 0                         | 1                         | 44    | 10    | 7      |
| Bayer Leverkusen · Alemania | 1.ª           | 2016-17       | 32    | 3     | 8      | 0                    | 0                    | 0                    | 8                         | 1                         | 0                         | 40    | 4     | 8      |
| Bayer Leverkusen · Alemania | 1.ª           | 2017-18       | 34    | 9     | 4      | 5                    | 3                    | 2                    | 0                         | 0                         | 0                         | 39    | 12    | 7      |
| Bayer Leverkusen · Alemania | 1.ª           | 2018-19       | 33    | 7     | 11     | 3                    | 2                    | 1                    | 7                         | 1                         | 1                         | 43    | 10    | 13     |
| Bayer Leverkusen · Alemania | Total club    | Total club    | 165   | 34    | 31     | 15                   | 6                    | 6                    | 35                        | 2                         | 2                         | 215   | 42    | 39     |
| Borussia Dortmund · Alemania | 1.ª           | 2019-20       | 33    | 3     | 7      | 2                    | 2                    | 2                    | 7                         | 2                         | 3                         | 42    | 7     | 12     |
| Borussia Dortmund · Alemania | 1.ª           | 2020-21       | 31    | 3     | 2      | 6                    | 1                    | 0                    | 8                         | 0                         | 0                         | 45    | 4     | 2      |
| Borussia Dortmund · Alemania | 1.ª           | 2021-22       | 31    | 9     | 8      | 2                    | 0                    | 2                    | 7                         | 0                         | 0                         | 40    | 9     | 10     |
| Borussia Dortmund · Alemania | 1.ª           | 2022-23       | 32    | 9     | 8      | 3                    | 0                    | 0                    | 7                         | 1                         | 1                         | 42    | 10    | 9      |
| Borussia Dortmund · Alemania | 1.ª           | 2023-24       | 32    | 7     | 11     | 3                    | 1                    | 1                    | 12                        | 2                         | 2                         | 47    | 10    | 14     |
| Borussia Dortmund · Alemania | 1.ª           | 2024-25       | 30    | 5     | 10     | 2                    | 1                    | 0                    | 15                        | 0                         | 6                         | 47    | 6     | 16     |
| Borussia Dortmund · Alemania | Total club    | Total club    | 189   | 36    | 43     | 18                   | 5                    | 5                    | 56                        | 5                         | 12                        | 263   | 46    | 60     |
| Total carrera | Total carrera | Total carrera | 355   | 71    | 74     | 33                   | 11                   | 11                   | 91                        | 7                         | 14                        | 488   | 89    | 99     |
| (1) Incluye datos de Copa de Alemania y Supercopa de Alemania. (2) Incluye datos de Liga Europa de la UEFA, Liga de Campeones de la UEFA y Copa Mundial de Clubes de la FIFA. |               |               |       |       |        |                      |                      |                      |                           |                           |                           |       |       |        |

## Palmarés

### Campeonatos nacionales
| Título                | Equipo            | País     | Año  |
| --------------------- | ----------------- | -------- | ---- |
| Supercopa de Alemania | Borussia Dortmund | Alemania | 2019 |
| Copa de Alemania      | Borussia Dortmund | Alemania | 2021 |

### Campeonatos internacionales
| Título                        | Equipo (*)            | País    | Año  |
| ----------------------------- | --------------------- | ------- | ---- |
| Campeonato de Europa Sub-19   | Selección de Alemania | Hungría | 2014 |
| Plata en los Juegos Olímpicos | Selección de Alemania | Brasil  | 2016 |
| Copa Confederaciones          | Selección de Alemania | Rusia   | 2017 |

(*) Incluyendo la selección.

### Distinciones individuales
| Distinción                                                                          | Año     |
| ----------------------------------------------------------------------------------- | ------- |
| Medalla Fritz Walter de Plata al mejor futbolista menor de 17 años.                 | 2013    |
| Medalla Fritz Walter de Oro al mejor futbolista menor de 18 años.                   | 2014    |
| Máximo asistente de la Copa de Alemania.                                            | 2015-16 |
| Parte de los 50 mejores futbolistas sub-20 del mundo según La Gazzetta dello Sport. | 2016    |
| Parte de los 50 mejores futbolistas sub-21 del mundo según L'Équipe.                | 2017    |
| Autor del segundo mejor gol del año de la selección alemana.                        | 2018    |
| Mejor jugador del mes de febrero de la Bundesliga.                                  | 2018-19 |
| Parte del equipo estelar de la Bundesliga.                                          | 2018-19 |